# Мідзуно Кокі
Кокі Мідзуно (яп. 水野 晃樹, нар. 6 вересня 1985, Сідзуока) — японський футболіст, півзахисник клубу «Вегалта Сендай».
Виступав, зокрема, за «Селтік», а також національну збірну Японії.

## Клубна кар'єра
Грав у футбол у старшій школі Сімідзу.
У дорослому футболі дебютував 2004 року виступами за «ДЖЕФ Юнайтед», в якій провів чотири сезони, взявши участь у 86 матчах чемпіонату.
Своєю грою за цю команду привернув увагу представників тренерського штабу клубу «Селтік», до складу якого приєднався у січні 2008 року. Відіграв за команду з Глазго наступні два з половиною сезони своєї ігрової кар'єри, проте зікріпитися у Європі не зумів, через що влітку 2010 року став гравцем клубу «Касіва Рейсол», з якою вигравав Джей-лігу та Кубок Імператора.
З 2013 року два сезони грав за «Ванфоре Кофу», після чого сезон 2015 року провів у другому дивізіоні Джей-ліги виступаючи за «ДЖЕФ Юнайтед».
До складу клубу «Вегалта Сендай» приєднався на початку 2016 року. Відтоді встиг відіграти за команду з міста Сендая 8 матчів в національному чемпіонаті.

## Виступи за збірну
Мідзуно був членом молодіжної збірної Японії на чемпіонаті світу серед молодіжних команд у 2005 році. На цьому турнірі він забив один гол, вразивши ворота однолітків з Беніну.
24 березня 2007 року дебютував в офіційних іграх у складі національної збірної Японії в товариському матчі проти збірної Перу.
У складі збірної був учасником кубка Азії з футболу 2007 року у чотирьох країнах відразу, де зіграв два матчі, виходячи на заміну..
Всього провів у формі головної команди країни 4 матчі.

## Досягнення

### Командні досягнення
- Володар Кубка Джей-ліги: 2005, 2006
- Чемпіон Шотландії: 2007/08
- Володар Кубка шотландської ліги: 2008/09
- Чемпіон Японії: 2011
- Володар Кубка Імператора Японії: 2012
- Володар Суперкубка Японії: 2012

### Особисті досягнення
- Найцінніший гравець Кубка Імператора: 2006